# Manitou (powieść)
Manitou – horror autorstwa Grahama Mastertona z 1975 roku. Pierwsza część cyklu Manitou.
Bohaterem Manitou jest jasnowidz Harry Erskine. Musi zmierzyć się z indiańskim szamanem odrodzonym we współczesnym świecie. Stawką tego pojedynku jest cały świat...